# Waldemar Hoffheinz
Waldemar Hoffheinz (* 11. Dezember 1823 in Gumbinnen; † 31. August 1897) war ein deutscher Pfarrer in Ostpreußen.

## Leben
Hoffheinz studierte an der Albertus-Universität Königsberg Evangelische Theologie. Seit 1847 Mitglied des Corps Littuania, blieb er 1848 bei der folgenschweren Spaltung des Corps Silber-Litthauer.
Nach dem Theologenexamen kam er 1852 als Präzentor nach Pillupönen, in den äußersten Osten Preußens. Nach zwei Jahren wurde er noch als Präzentor an die Kirche Aulowönen versetzt. Als Pfarrer ordiniert, wurde er von der Leitung der Kirchenprovinz Ostpreußen 1857 an die Kirche Inse und zum 16. November 1862 an die Kirche Werden entsandt. In Werden übernahm er 1874 die Verantwortung als Superintendent. Im April 1876 kam er als Pfarrer an die Landkirche in Tilsit. Dort wurde er auch Superintendent für die Hauptstadt von Preußisch Litauen.